# 鍾叮噹
鍾叮噹（英語：Lisa Chung Ding Dong，1953年—），本名鍾麗裳，1960年代出道，香港童星、女歌手。

## 簡歷
鍾叮噹原名鍾麗裳，早年於九龍橫頭磡2座成長，就讀位於該處的的伯特利小學。自幼家貧的鍾氏出生於新界元朗一個養豬場，出世數天就遇上大火，家中的衣物都全被燒光，只能以毛巾裹身，沒有衣服穿，父母為盼女兒日後有好的可穿，故取名「麗裳」，希望她日後擁有美麗的衣裳。由於幼時常在教會領取米麵油糖等救濟物品，因而，耶穌歌從小已朗朗上口，從三歲起被父親開發她歌唱天分，由於家境貧困的關係，張鍾麗裳自小與父母及兄弟姊妹同住於黃大仙木屋區，年紀小小的她便要在街頭賣唱幫補家計，童年的貧困沒有令她自卑，反而視為人生歷練，鍛煉出一份不屈不撓不畏艱辛，向着目標進發的毅力。就這驅使她更堅強發奮，更懂得體會弱勢社群。
於六歲時，著名作曲家吳一嘯為鍾氏改了藝名「鍾叮噹」，她美妙的歌聲都曾留聲於荔園和全港各大歌榭及舞台。年紀輕輕的她早已成為唱片歌星、拍電影，並先後簽約香港兩大電視台成為合約藝員。結婚後便息影，並跟隨留學法國修讀藝術的丈夫張嘉琳先生學習中國古董文物的鑑證、復修及保養文物的知識和技術，這是與演藝事業截然不同的專業。但經她多年努力不懈，把所有時間都放在鑽研和修復，以及古董首飾設計上，從此，她編織了專業藝術的另一道彩虹，修補了童年不少失落。
曾有傳鍾叮噹與何鴻燊有私生子，後二人均澄清全屬謠言，並非事實；何鴻燊並只言自己僅曾與同樣活躍於1960至1970年代的香港女歌手鍾玲玲跳舞。
1975年，麗的電視曾安排鍾叮噹與李影、南鳳及盧愛蓮組成四人女子音樂組合紫荊花合唱團，以對撼無綫電視翡翠台晚間綜藝節目《歡樂今宵》的四人女子音樂組合四朵金花。

## 演唱作品
《花样的年华》
《天涯客》
《小露宝》主题曲
《大眼睛 (特摄)》主题曲
《小百寶》主题曲

## 演出作品

### 電影
- 1968年：《花樣的年華》 飾演 周蘭茜
- 1969年：《花月爭輝》 飾演 淑芳
- 1969年：《神貓》 飾演 王小桃
- 1969年：《玫瑰芍藥海棠紅》 飾演 王美玲
- 1974年：《女魔》
- 1974年：《一山五虎》
- 1974年：《大鄉里》
- 1976年：《失魂炳與綽頭王》 飾演 藝員
- 1977年：《烏龍Q王》

### 電視劇（無綫電視）
- 1973年：《朱門怨》

### 電視劇（麗的電視）
- 1976年：《十大奇案 II》
- 1977年：《浪淘沙》
- 1979年：《新变色龙》 飾演 楊綺薇

### 電視劇（香港電台）
- 1980年：《打工仔：女工》 （页面存档备份，存于） 飾演 玩具廠女工

## 個人履歷
- 國際復修文物專家
- 香港肝康會副會長
- 美健健康與關懷服務中心顧問
- 香港電視專業人士協會執行委員
- 商界助更生副會長
- 亞洲婦女協進會執行委員
- 40+協會顧問
- 聖約翰救傷隊高級支隊副會長
- 香港童軍總會演藝顧問
- 扶輪社榮譽社友
- 香港青年協會「玉緣」首席顧問設計師
- 香港青協博物館主要捐贈者

## 榮譽獎項
- 2005年：3450區扶輪社「百年專材大獎」[9]
- 2011年：40+典範2011頒獎典禮「40+典範」獎項[10][11]
- 2015年：第十四屆世界傑出華人獎[12][13]

## 外部連結
- 鍾叮噹在香港影庫上的簡介